# Monedele euro estone

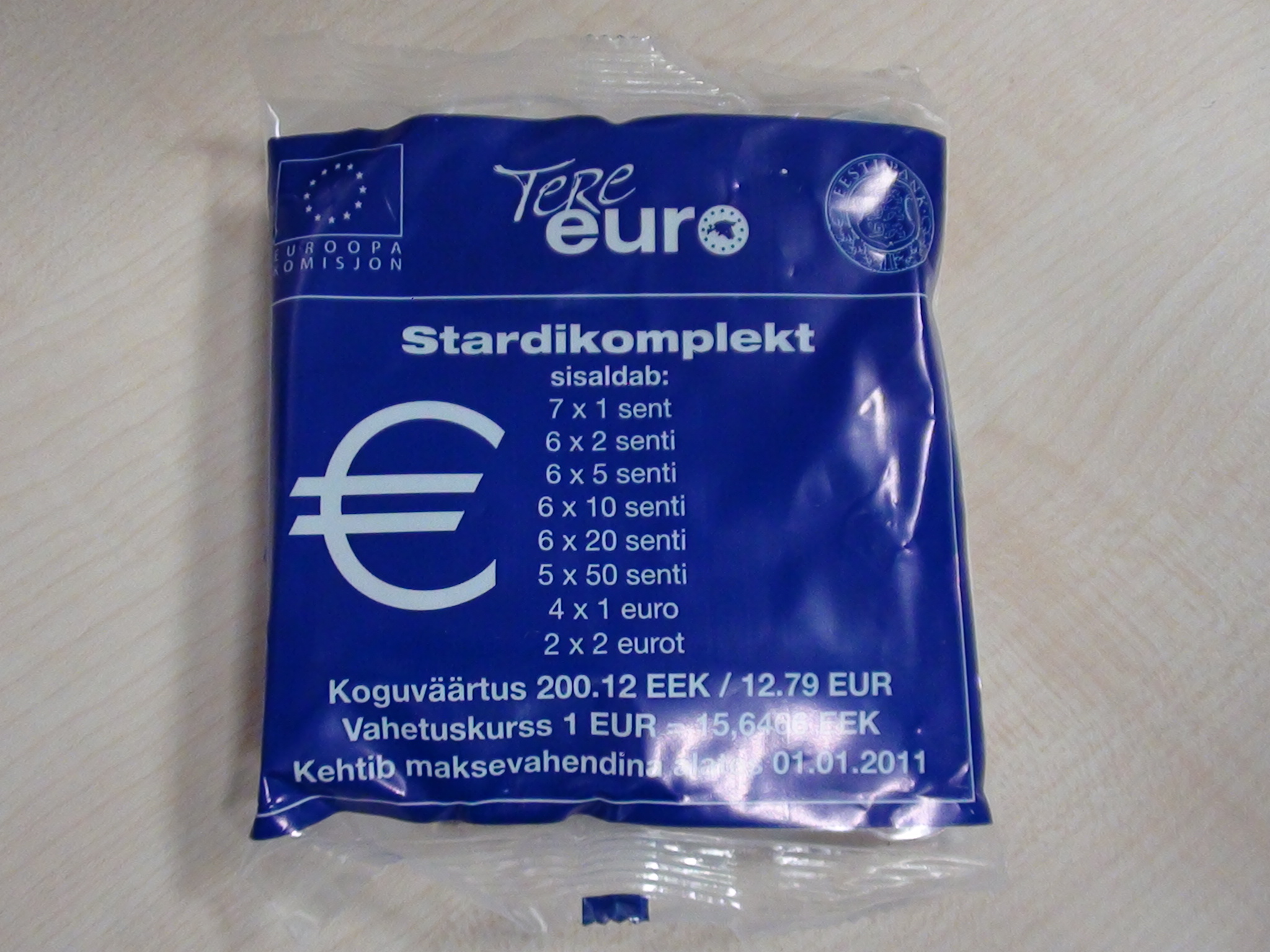
Startkit complet cu monede euro estone

Monedele euro estone au curs legal în zona euro de la data de 1 ianuarie 2011 . Adoptarea monedei euro fusese prevăzută, inițial, pentru 2007. În pofida acestei întârzieri, Estonia este prima fostă republică sovietică integrată zonei euro.

## Descriere
Se știe că monedele euro uzuale au o față comună tuturor țărilor din zona euro, iar cealaltă față se diferențiază, de la țară la țară. Desenul feței estone a monedelor euro uzuale a fost adoptat prin concurs, la 15 decembrie 2004, de către Eesti Pank (Banca Națională Estoniană). Guvernatorul Vahur Kraft al Eesti Pank a evidențiat faptul că învingătorul competiției a fost desenul Hara 2 al artistului Lembit Lõhmus, care obținuse 12 482 voturi (peste 27 % din voturi). Desenul reprezintă conturul hărții Estoniei și cuvântul Eesti (care semnifică „Estonia”, în limba estonă). « Puține state au un contur atât de frumos și ușor de ținut minte. Simbolul este ușor de memorizat » a indicat artistul. Circular, în jurul conturului hărții, sunt așezate cele douăsprezece steluțe existente pe Drapelul Uniunii Europene.

## Fețe naționale
| 0,01 €         | 0,02 € | 0,05 €                   |
| -------------- | ------ | ------------------------ |
|                |        |                          |
| Harta Estoniei |        |                          |
| 0,10 €         | 0,20 € | 0,50 €                   |
|                |        |                          |
| Harta Estoniei |        |                          |
| 1,00 €         | 2,00 € | Gravură pe tăietură (2€) |
|                |        |                          |
| Harta Estoniei |        |                          |

## Tirajele monedelor de circulație
| 2011 | 32,000,000 | 30,000,000 | 30,000,000 | 30,000,000 | 25,000,000 | 20,000,000 | 16,000,000 | 11,000,000 | 194,000,000 |
| 2012 | 25,000,000 | 25,000,000 | *          | *          | *          | *          | *          | *          | 50,000,000  |
| 2013 | *          | *          | *          | *          | *          | *          | *          | *          | 0           |
| 2014 | *          | *          | *          | *          | *          | *          | *          | *          | 0           |
| 2015 |            |            |            |            |            |            |            |            |             |
| * Nu au fost bătute monede cu valoarea nominală respectivă, în acel an ** Datele nu sunt încă disponibile *** Cantități mici, bătute doar pentru seturi |            |            |            |            |            |            |            |            |             |

## Piese comemorative de 2 euro
- Pentru anul 2011, nu a fost prevăzută emiterea de monede comemorative estone cu valoare nominală de 2€.
- În anul 2012 a fost emisă de Estonia o monedă comemorativă cu valoarea nominală de 2 euro, comună tuturor celorlalte țări din Zona euro, pentru a zecea aniversare a intrării în circulație a monedelor și bancnotelor euro.

## Monede de colecție
| Tema                                 | Data emiterii    | Valoarea nominală | Material                             | Greutate | Diametru | Tiraj  |
| ------------------------------------ | ---------------- | ----------------- | ------------------------------------ | -------- | -------- | ------ |
| Viitorul Estoniei                    | 24 ianuarie 2011 | 10 euro           | 99,9 % argint                        | 28,8 g   | 38,61 mm | 30.000 |
| Aderarea Estoniei                    | 24 ianuarie 2011 | 20 euro           | Inel: 99,9 % argint miez: 99,9 % aur | 14,6 g   | 27,25 mm | 10.000 |
| Jocurile Olimpice de la Londra, 2012 | 24 iulie 2012    | 12 euro           | 99,9 % argint                        | 28,28 g  | 38,61 mm | 7.500  |